# Un feu s'allume sur la mer
Un feu s'allume sur la mer (1956) est un roman d'Henri Queffélec qui se déroule dans les années 1860 sur l'île de Sein. 
La construction  du phare d'Ar-Men qui doit baliser l'ouest de la chaussée de Sein sert de trame au récit. Le romancier décrit avec beaucoup de finesse les ressorts de la société très particulière de l'île de Sein à travers un drame passionnel et les rapports entre le chef de chantier venu du continent et les pêcheurs de l'île mobilisés pour la construction périlleuse de l'embase du phare.

## Résumé
L'histoire romancée, basée sur les archives, de la construction du phare d'Ar-Men, un rocher de la chaussée de Sein, qui n'est accostable qu'à basse eau pendant les grandes marées, quelques jours par mois en été et cela pour quelques heures seulement. Queffélec raconte les sept premières années (1867-1874), nécessaires à la construction des fondations et de la base du phare, qui ne sera allumé qu'en 1881. La lutte des ingénieurs et des pêcheurs iliens pour apprivoiser ce rocher est racontée avec beaucoup de réalisme à travers les événements survenus sur l'île de Sein et en France (entre autres, la guerre de 1870). On suit le développement de la vie de quelques personnages-clés. Le personnage principal est un jeune pêcheur, Alain, promis à Louise, la fille de Mathieu son capitaine. Alain est le seul des Sénans à croire dans la possibilité de création du phare et cela cause la rupture de son engagement sur le bateau de Mathieu, suivie par la rupture avec la fille qu'il aime toujours. Alain et Louise, têtus, se marient chacun de leur côté, mais ne peuvent pas s'oublier. Avec le phare à construire, cet amour non abouti est le deuxième fil rouge du livre. L'île de Sein, la chaussée de Sein, et quelques autres lieux de la Bretagne prennent vie et consistance dans ce livre qui est autant roman régionaliste et roman maritime que roman d'aventures et roman d'amour.